# Landhuis Zuikertuintje
Landhuis Zuikertuintje is een voormalig landhuis in Curaçao. Sinds 2007 zijn er kantoren, een winkelcentrum en restaurants gevestigd.

## De plantage
Plantage Zuikertuintje grensde tot de aanleg van de Schottegatweg in 1931 aan plantage Groot Davelaar. Tot 1936 hadden zij dezelfde eigenaar. Er werd op kleine schaal suikerriet verbouwd. Tussen de plantages was een schaduwrijke tuin met mango- en mispelbomen.
Op 29 augustus 1904 schonk de gouverneur van Curaçao een album met foto's van plantage Zuikertuintje aan koningin Wilhelmina. De slechte werk- en leefomstandigheden van de arbeiders bleven in het album buiten beeld.

## Het landhuis
Het landhuis is gebouwd aan het begin van de negentiende eeuw. Boven de ingang aan de zuidkant zijn drie dakvensters van een latere datum; op het middelste venster staat ANNO 1870. Ondanks vele verbouwingen is het originele karakter van het landhuis bewaard gebleven.
In 1906 kocht de familie Winkel de plantage en het landhuis; zij gebruikte het als buitenverblijf. Vanaf 1950 runde Toffie Hofland er Toko Zuikertuintje. Sinds 2007 is het een kantoorpand met erachter de Zuikertuin Mall met winkels en restaurants.

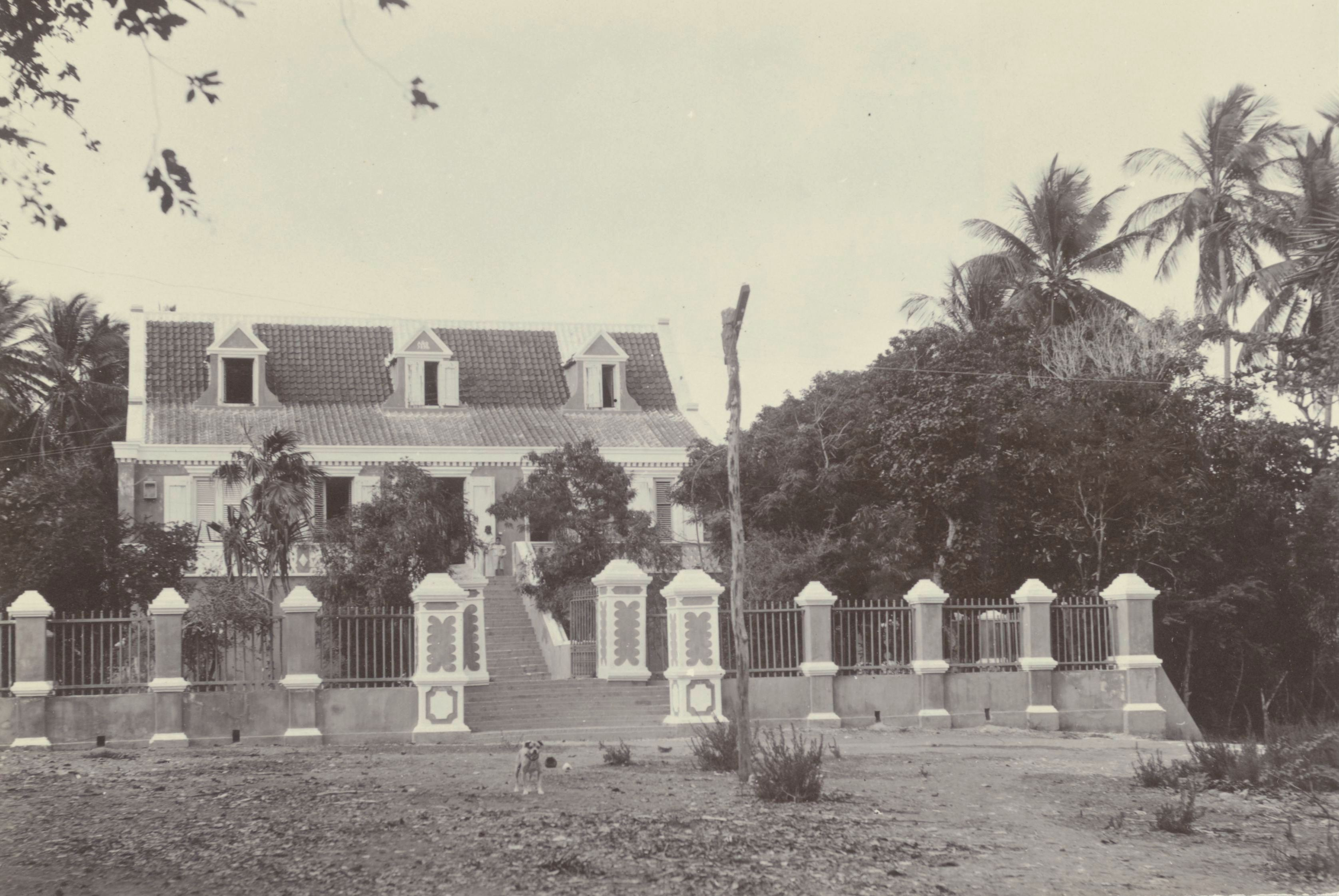
Het landhuis in 1910
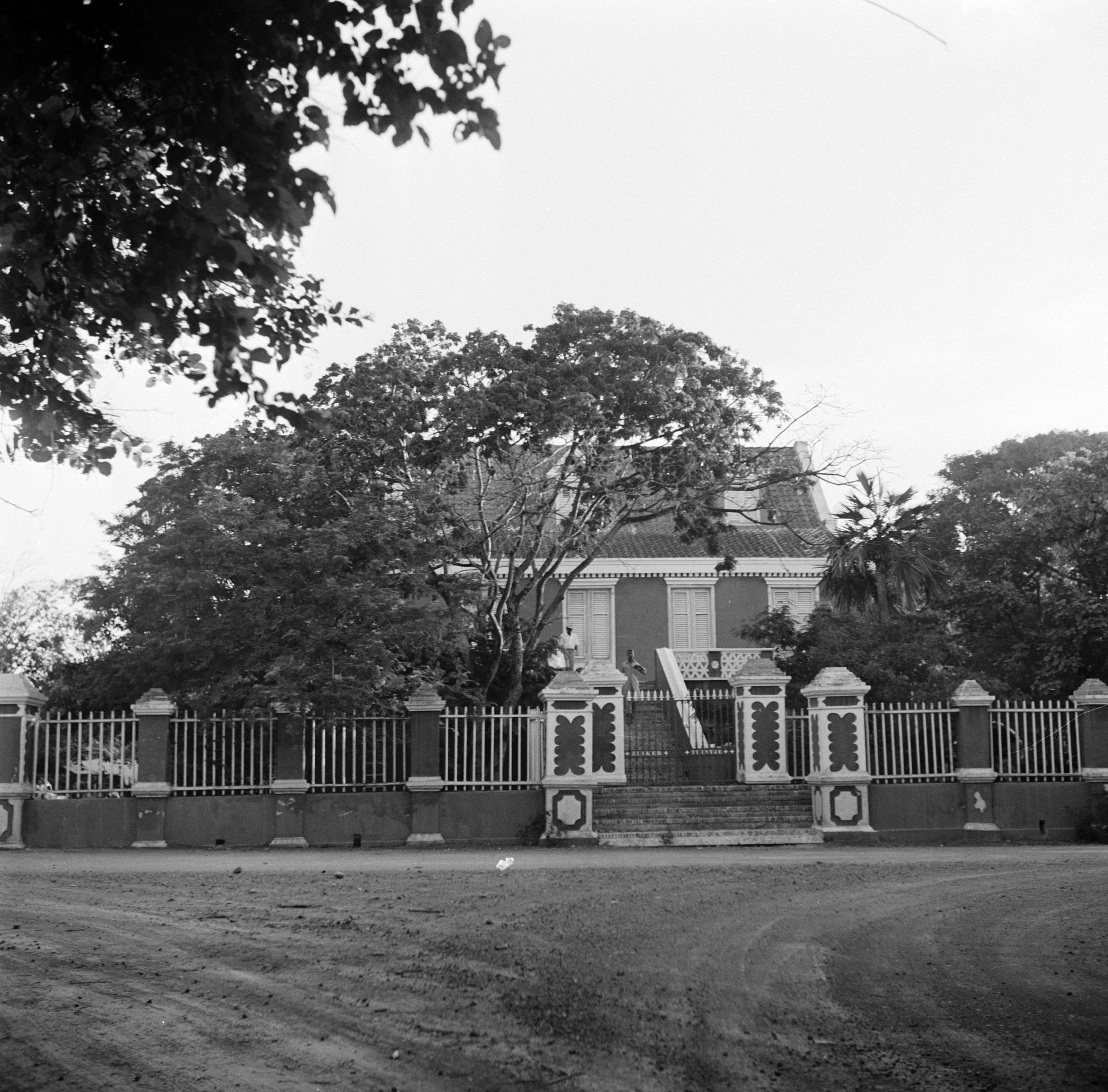
Het landhuis in 1955
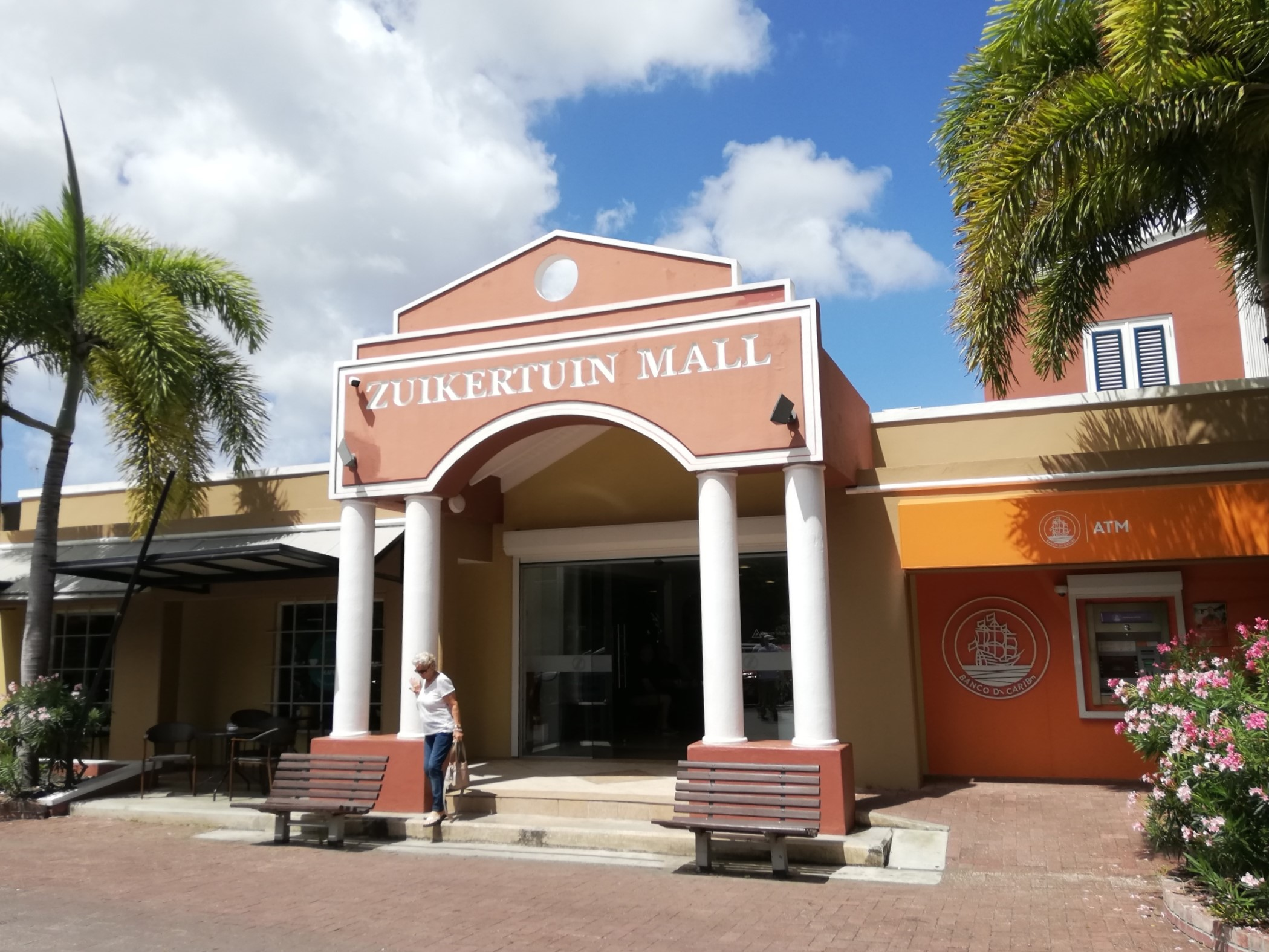
Zuikertuin Mall, 2024